# Terres-de-Caux
Terres-de-Caux ist eine französische Gemeinde mit 4.247 Einwohnern (Stand: 1. Januar 2022) im Département Seine-Maritime in der Region Normandie. Sie gehört zum Arrondissement Rouen und zum Kanton Saint-Valery-en-Caux. 
Am 1. Januar 2017 wurde Terres-de-Caux aus den Gemeinden Auzouville-Auberbosc, Bennetot, Bermonville, Fauville-en-Caux, Ricarville, Saint-Pierre-Lavis und Sainte-Marguerite-sur-Fauville gebildet.

## Geographie
Terres-de-Caux liegt etwa 35 Kilometer nordöstlich von Le Havre. Umgeben wird Terres-de-Caux von den Nachbargemeinden Sorquainville und Normanville im Norden, Thiouville im Norden und Nordosten, Cliponville im Osten und Nordosten, Envronville im Osten, Écretteville-lès-Baons im Osten und Südosten, Cléville und Foucart im Süden, Bolleville im Süden und Südwesten, Yébleron im Westen und Südwesten, Hattenville im Westen sowie Ypreville-Biville im Nordwesten.
Durch die Gemeinde führt die Autoroute A29.

## Gliederung
| Ortsteil                           | ehemaliger INSEE-Code | Fläche (km²) | Einwohnerzahl (2022) |
| ---------------------------------- | --------------------- | ------------ | -------------------- |
| Auzouville-Auberbosc               | 76044                 | 6,08         | .0306                |
| Bennetot                           | 76078                 | 4,58         | .0185                |
| Bermonville                        | 76080                 | 7,41         | .0497                |
| Fauville-en-Caux (Verwaltungssitz) | 76258                 | 8,11         | 2.354                |
| Ricarville                         | 76525                 | 4,18         | .0313                |
| Sainte-Marguerite-sur-Fauville     | 76607                 | 3,16         | .0283                |
| Saint-Pierre-Lavis                 | 76639                 | 4,49         | .0309                |

## Sehenswürdigkeiten

### Auzouville-Auberbosc
- Kirche Saint-Léger in Auzouville aus dem 16. Jahrhundert
- Kirche Saint-Léger in Auberbosc aus dem 11. Jahrhundert
- altes Herrenhaus

### Bennetot
- Kirche Saint-André-et-Saint-Eutrope, um 1650 neu erbaut
- Herrenhaus von Vertot aus dem 16. Jahrhundert

### Bermonville
- Kirche Notre-Dame aus dem 12. Jahrhundert
- Herrenhaus aus dem 16. Jahrhundert

### Fauville-en-Caux
- Kirche Notre-Dame-de-l'Assomption, Anfang des 20. Jahrhunderts errichtet

### Sainte-Marguerite-sur-Fauville
- Kirche Sainte-Marguerite aus dem 12. Jahrhundert

### Saint-Pierre-Lavis
- Kirche Saint-Pierre aus dem 12. Jahrhundert

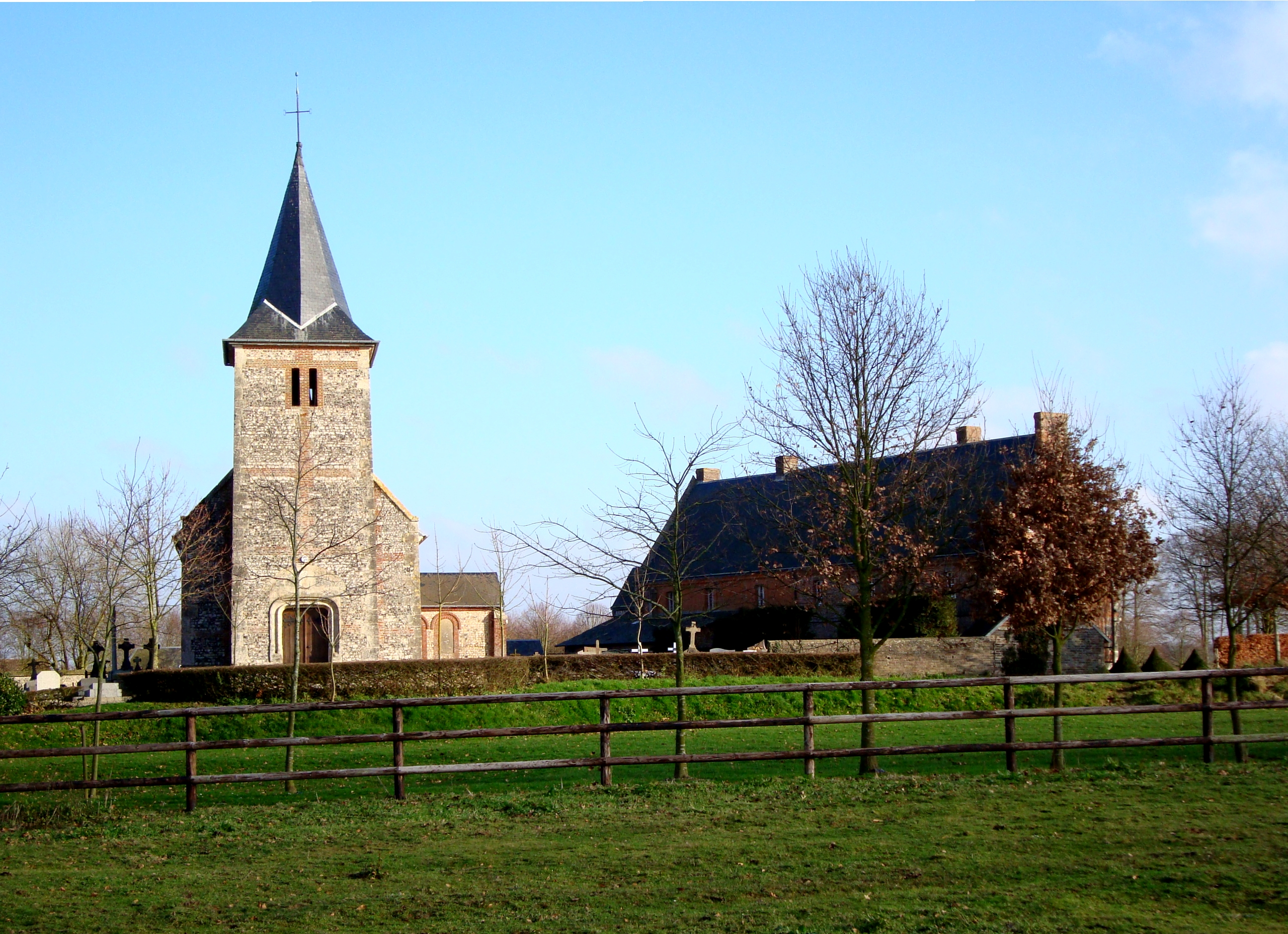
Kirche Saint-André-et-Saint-Eutrope (in Bennetot) und Herrenhaus von Vertot
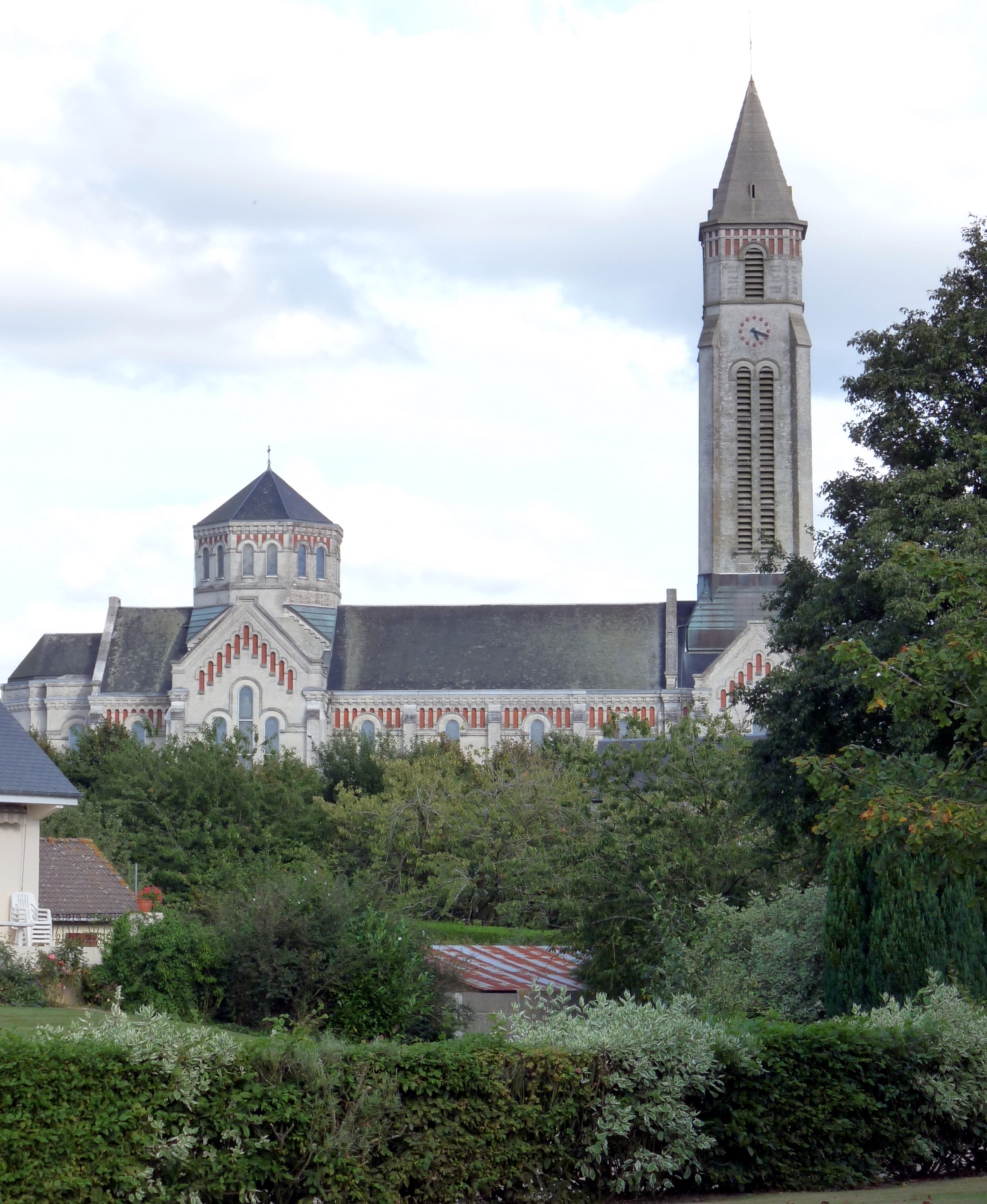
Kirche Notre-Dame-de-l'Assomption (Fauville-en-Caux)

## Persönlichkeiten
- René Aubert de Vertot (1655–1735), Funktionär des Johanniterordens, Abt von Jovenval